# Houeillès
Houeillès – miejscowość i gmina we Francji, w regionie Nowa Akwitania, w departamencie Lot i Garonna.
Według danych na rok 1990 gminę zamieszkiwały 634 osoby, a gęstość zaludnienia wynosiła 9 osób/km² (wśród 2290 gmin Akwitanii Houeillès plasuje się na 620. miejscu pod względem liczby ludności, natomiast pod względem powierzchni na miejscu 69.).